# 田端神社
田端神社（たばたじんじゃ）は、東京都杉並区荻窪にある神社。

## 由緒
当神社は菅原道真を祭神とした旧田端村の鎮守で、かつては北野天神社とも、あるいは社が田の端にあったことから田端天神とも呼ばれた。創建に関しては応永年間(1394年～1427年)といわれ、社伝によれば足利持氏と上杉禅秀が戦った時、品川左京の家臣良影という者がこの地に土着し、京都の北野神社の分霊を祀ったことに始まると伝えられている。明治42年(1909年)、当神社は村内に鎮座してあった天祖社・稲荷社・子ノ権現社・山神社を合祀する。これにともなって、現在の祭神は菅原道真・天照皇大神・豊受比売神・大国主命・大山祇神の5柱となっている。明治44年(1911年)に田端神社に改称した。また当神社の祭神、大国主命は足痛・腰痛に霊験があると言われている。

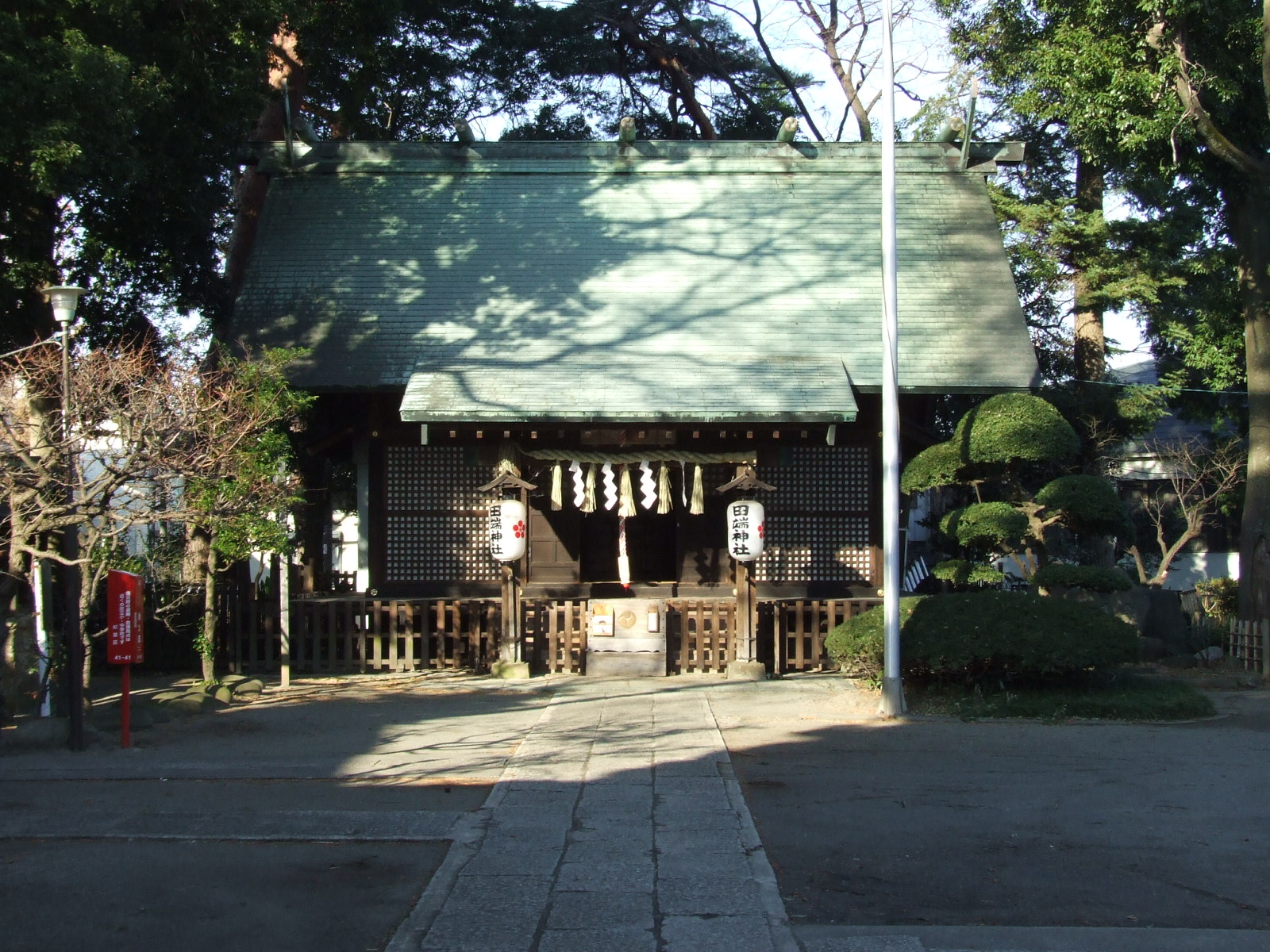
本殿
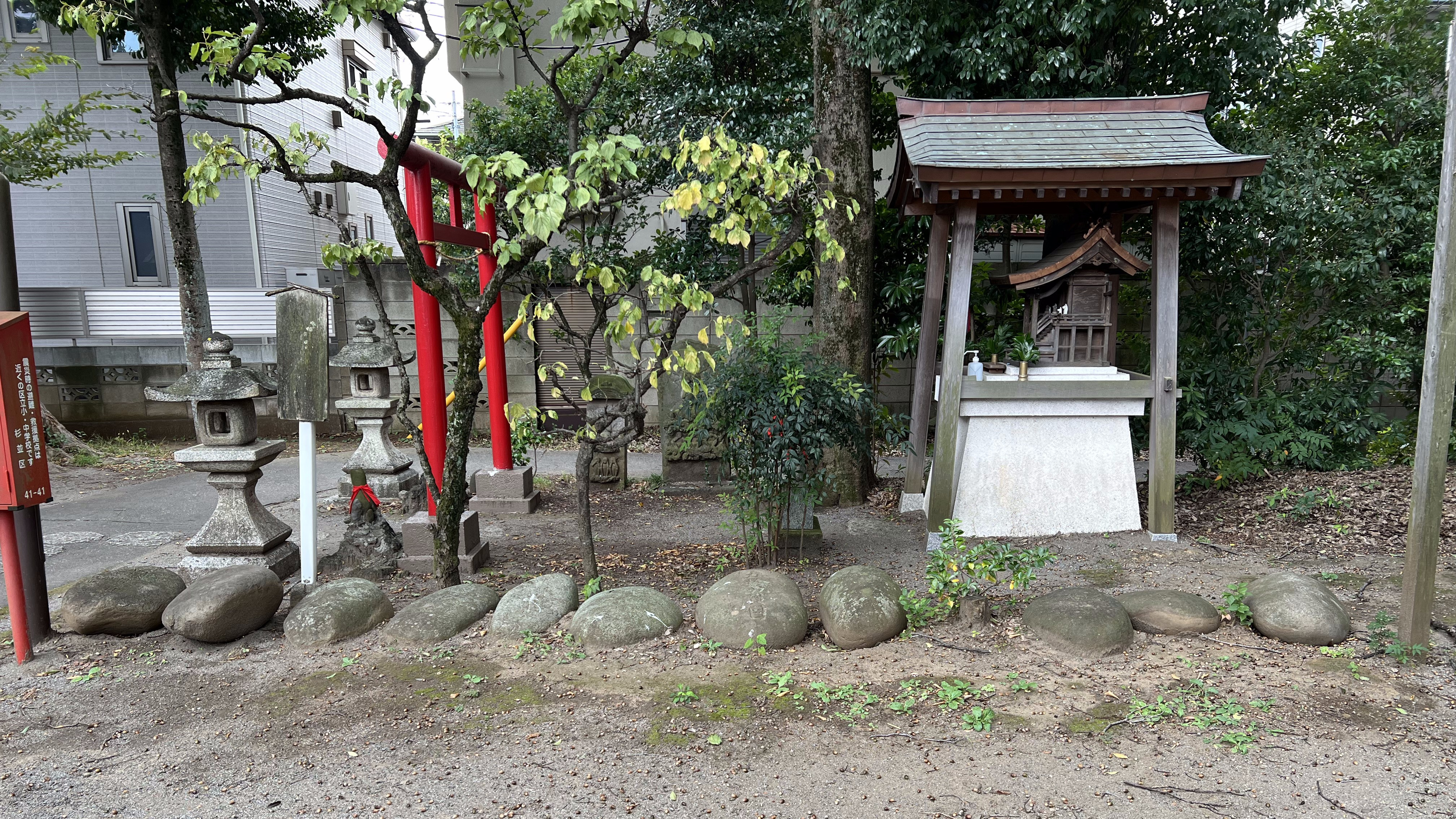
力石

## 文化財
杉並区指定有形民俗文化財
- 力石(江戸時代の末期から明治・大正にかけての奉納[2]) ならびに 板絵着色力石持上図

杉並区登録有形民俗文化財
- 荻窪三丁目旧在民間信仰石造物 3基
- 田端神社の木槌 一括

## その他
- 庚申塔：延宝5年(1677年)、享保3年(1718年)銘、かっては隣接した住宅地にあったが、宅地造成により神社内に遷移された。[2]
- 参道桜並木：一重桜。(戦前は八重桜が30本あったが植え替えられた)[2]
- 忠魂碑：日露戦争の忠魂碑で乃木希典大将の自筆を刻したもの。 [2]

## アクセス
- 中央線快速・東京メトロ丸ノ内線・荻窪駅よりバス「シャレール荻窪」行き(関東バス 荻51系統)西田端橋またはシャレール荻窪入口下車徒歩5分
- 拝観は無料。

## 参考資料
- 杉並区文化財案内標示板